# کاتالین مونتئانو
کاتالین مونتئانو (انگلیسی: Cătălin Munteanu؛ زادهٔ ۲۶ ژانویهٔ ۱۹۷۹) بازیکن سابق فوتبال اهل رومانی است که در پست هافبک میانی بازی می‌کرد.
وی همچنین در تیم‌های ملی فوتبال زیر ۲۱ سال رومانی و رومانی بازی کرده‌است.